# Planocraniidae
Planocranidae
Clade
Genres de rang inférieur
- †Boverisuchus (anciennt Pristichampsus)
- †Planocrania
- †Duerosuchus

Les Planocraniidae sont une famille fossile de Crocodyliformes terrestres ayant vécu durant le Paléocène et l'Éocène. Certains auteurs les placent parmi les Crocodilia.

## Historique
La famille des Planocraniidae a été définie par Li en 1976 pour réunir le genre Boverisuchus (connu par des fossiles européens et nord-américains) et le genre Planocrania, qu'il avait lui-même décrit sur la base de fossiles découvert dans la province du Guangdong.
Un troisième genre, Duerosuchus, connu uniquement par un crâne découvert en Espagne, a été rattaché à cette famille en 2021. 

## Liste des genres
- † Boverisuchus (anciennement Pristichampsus)
- † Planocrania
- † Duerosuchus, Narváez et al., 2021

## Classification phylogénétique
Une analyse phylogénétique de 2018 place les Planocraniidae comme groupe frère des Crocodilia, mais une autre analyse publiée en 2021 les considère comme le groupe frère des Longirostres (en) au sein des Crocodilia.